# تاکویا سونودا
تاکویا سونودا (انگلیسی: Takuya Sonoda؛ زادهٔ ۲۳ نوامبر ۱۹۸۴) بازیکن فوتبال اهل ژاپن است.